# Альберт I де Вермандуа
Альберт I Благочестивый (фр. Albert I le Pieux; между 931 и 934 — 8 сентября 987) — граф Вермандуа с 946 года. Сын Герберта II де Вермандуа и Адели Французской.

## Биография

### Правление
Альберт I получил графство Вермандуа через 3 года после смерти отца, когда дети поделили его наследство. Несколько лет (до 949) поддерживал безуспешные притязания своего брата Гуго на пост архиепископа Реймса. Потом подчинился королю Людовику IV Заморскому и стал его сторонником.
После смерти Людовика V выступал против избрания Гуго Капета французским королём (хотя по матери приходился ему родственником).

### Семья и дети
Незадолго до 950 года Альбер взял в жены Гербергу (935—978), дочь Гизельберта Лотарингского и Герберги Саксонской, которая вторым браком была замужем за королём Людовиком IV Заморским. Дети:
- Герберт III, граф Вермандуа
- Оттон (вероятно, тождественен Оттону I де Шини, основателю графства Шини)
- Людольф (ок.957 — ранее 986) — епископ Нуайона
- Гейла